# アイン州
アイン州（アインしゅう、Ayn, ソマリ語: Cayn、アラビア語: عين）はプントランドが独自に設けた行政区画のひとつ。ソマリアの行政区画およびソマリランドの行政区画ではトゲアー州の南東部に相当する。紛争地域のため、明確な境界があるわけではないが、おおむねトゲアー州南東部の突き出た部分が該当する。プントランドの他、デュルバハンテ氏族が独自に立てて失敗したSSC、チャツモ国も、この区分を用いていた。
ソマリランドの行政区分では、トゲアー州の下位であるブーホードレ地区という位置づけである。
トゲアー州の主な住民はソマリランドの主体であるイサック氏族だが、「アイン州」周辺にはデュルバハンテ氏族が多く住む。デュルバハンテ氏族は、プントランドの主体であるマジェルテーン氏族に血縁が近い。
2021年時点では「アイン州」（ブーホードレ地区）はソマリランド、プントランドのどちらの支配下でもなく、自治の性格が強い。

## アインの名称と歴史
「アイン」の名称は、「州都」ブーホードレの北方に位置する町アイナバの主要井戸にちなんで付けられた。アイナバの住民は元々デュルバハンテ氏族が主体だったが、20世紀初めのデュルバハンテ氏族のイギリスへの反乱の後、イギリスに味方したイサック氏族の支配下となった。現在のソマリランドはイサック氏族が主体の国であり、以後もイサックとデュルバハンテはこの井戸を巡って争いを続けたので、「アインの井戸」は、いわばデュルバハンテ本来の土地の象徴となっている。
2003年、プントランド政府はブーホードレ周辺を「アイン州」とすると宣言し、州都ブーホードレで記念式典を開催した。それまでこの地域はソマリランドが領有を宣言しており、この地からソマリランド国会議員も選出されていたが、当時のソマリランドはイサック氏族同士の内戦が始まり氏族支配地外のことにまで手が回らなかったので、プントランドの動きを阻止できなかった。それでもこれら地域に資金援助だけは行っていた。一方で、プントランドは治安維持を口実に駐留軍を増やし、その軍の質も低かったため、次第にデュルバハンテ氏族は反発した。
2009年、ソマリア暫定連邦政府（ソマリア中央政府）が正式政府に移行する目途が立ったため、デュルバハンテの海外ディアスポラを中心に、デュルバハンテ氏族の居住地を、ソマリランドやプントランドの下位組織ではなく正式政府の直轄にするという構想が持ち上がってきた。
2012年1月、英BBCは、タレーの氏族会議がスール地域、サナーグ地域の一部、およびアイン地域を合わせて一つの独立行政地域とし、ソマリア連邦共和国へ参加すると宣言したと報じた。後にこの独立行政地域はチャツモ国と名付けられた。しかし早くも1月中にソマリランド軍との戦闘になった。なお、チャツモ国はソマリランド、プントランドの双方から認められず、その活動も国家と呼べるものではなく、地方の反乱レベルに留まった。2017年にチャツモ国大統領がソマリランドへの帰属を決めたため形式上は消滅したが、2021年時点でも一部の残党がチャツモ国の名で活動している。
2018年7月、プントランド政府からアイン地域知事に任命されていたモハメド・ハッサン・ファラーが、プントランド政府の協力が不十分なことを理由に辞任した。
2021年1月、ソマリランドで統一地方選挙が行われたが、プントランド政府はアイン州に軍を派遣してこの選挙を阻止したと報じられた。

## 下位区分
プントランド政府によれば、アイン州には3つの地区がある。
- ブーホードレ地区（ソマリランドのブーホードレ地区より狭い）
- ウィドウィド地区
- ホルファディ地区

## 州知事
アイン州はプントランドが設けた地域なので、アイン州知事（Gudoomiyaha Gobolka Cayn）はプントランドが任じた政治家である。一方、ソマリランド政府は「アイン州」に相当する領域を「ブーホードレ地区」と呼んでおり、ソマリランド政府が任じたブーホードレ地区知事（Gudoomiyaha Gobolka Buuhoodle）が別に存在する。
- Xariir Maxamud Axmed（2010年[7]）
- Axmed Aadan Carab（2014年3月11日[8]～）
- Cabdirisaaq Ismaaciil Axmed（2016年5月21日[9]～）
- Maxamed Xassan Faarax（～2018年7月30日[4]）
- Cabdirisaaq Xaaji Xasan（2019年[10]）
- Guuleed Maxamed Nuux (Guuleed San-weyne)（2019年12月4日[11]～）